# Camí del Cid
El Camí del Cid és una ruta turística i cultural, senyalitzada com el sender de gran recorregut GR-160. La ruta segueix el camí que va fer Rodrigo Díaz de Vivar des de Castella a València a finals de l'any 1080 o començaments de 1081 en el desterrament ordenat pel rei Alfons VI de Castella. Al llarg de la ruta, d'uns 1.025 km de longitud, es recorren paratges associats tant a la biografia real de Rodrigo Díaz de Vivar com a la figura literària del Cantar de mio Cid. La ruta, dividida en 10 trams, comença a la localitat de Vivar del Cid i finalitza a la ciutat de València, travessant les províncies de Guadalajara, Saragossa, Terol, Castelló i València.

## Tram 1
Longitud: 82 km
- Província de Burgos
  - Vivar del Cid
  - Burgos
  - San Pedro de Cardeña
  - Mecerreyes
  - Covarrubias
  - Santo Domingo de Silos

## Tram 2

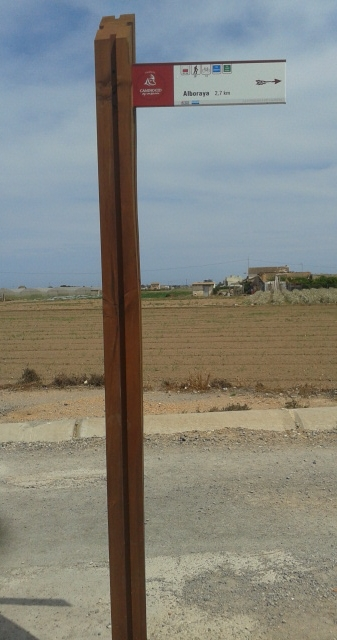
Camí del Cid al seu pas per Meliana

Longitud: 75 km
- Província de Burgos
  - Santo Domingo de Silos
  - Hortezuelos
  - Briongos de Cervera
  - Valdeande
  - Caleruega
  - Arauzo de Torre
  - Peñalba de Castro
  - Quintanarraya
  - Hinojar del Rey
  - Coruña del Conde
  - Brazacorta
- Província de Sòria
  - Alcoba de la Torre
  - Alcubilla de Avellaneda
  - Zayas de Báscones
  - Villálvaro
  - Matanza de Soria
  - Miño de San Esteban
  - Aldea de San Esteban
  - San Esteban de Gormaz

## Tram 3
Longitud: 102 km
- Província de Sòria
  - San Esteban de Gormaz
  - Alcubilla del Marqués
  - Osma
  - El Burgo de Osma
  - La Rasa
  - Navapalos
  - Vildé
  - Gormaz
  - Quintanar de Gormaz
  - Berlanga de Duero
  - Paones
  - Alaló
  - Nograles
  - Sauquillo de Paredes
  - Retortillo de Soria
- Província de Guadalajara
  - Miedes de Atienza
  - Romanillos de Atienza
  - Atienza

## Tram 4
Longitud: 169 km
- Província de Guadalajara
  - Atienza
  - Robledo de Corpes
  - Hiendelaencina
  - Congostrina
  - La Toba
  - Jadraque
  - Sigüenza
  - Barbatona
  - Estriégana
  - Alovera
  - Alcolea del Pinar
  - Molina de Aragón
  - Garbajosa
  - Anguita
  - Luzón
  - Maranchón
- Província de Sòria
  - Layna
  - Arbujuelo
  - Salinas de Medinaceli
  - Medinaceli

## Tram 5
Longitud: 112 km
- Província de Sòria
  - Medinaceli
  - Lodares
  - Jubera
  - Somaén
  - Arcos de Jalón
  - Montuenga de Soria
  - Santa María de Huerta
- Província de Saragossa
  - Torrehermosa
  - Monreal de Ariza
  - Ariza
  - Cetina
  - Contamina
  - Alhama de Aragón
  - Bubierca
  - Ateca
  - Alcocer
  - Terrer
  - Calataiud

## Tram 6
Longitud: 150 km
- Província de Saragossa
  - Calataiud
  - Paracuellos de Jiloca
  - Maluenda
  - Velilla de Jiloca
  - Fuentes de Jiloca
  - Daroca
  - Villanueva de Jiloca
- Província de Terol
  - San Martín del Río
  - Báguena
  - Burbáguena
  - Luco de Jiloca
    - Variant de Montalbán
      - Monforte de Moyuela
      - Huesa del Común
      - Montalbán

  - Calamocha
  - El Poyo del Cid
  - Caminreal
  - Monreal del Campo
- Província de Guadalajara
  - El Pedregal
  - Castellar de la Muela
  - Tordelpalo
  - Molina de Aragón

## Tram 7
Longitud: 110 km
- Província de Guadalajara
  - Molina de Aragón
  - Cañizares
  - Ventosa
  - Nuestra Señora de la Hoz
  - Torete
  - Tierzo
  - Terzaga
  - Pinilla de Molina
  - Chequilla
  - Checa
  - Orea
- Província de Terol
  - Orihuela del Tremedal
  - Tramacastilla
  - Torres de Albarracín
  - Albarrasí

## Tram 8
Longitud: 95 km
- Província de Terol
  - Albarrasí
  - Gea de Albarracín
  - Cella (Comunitat de Terol)
  - Terol
  - Mora de Rubielos
  - Rubielos de Mora

## Tram 9
Longitud: 60 km
- Província de Terol
  - Rubielos de Mora
  - Fuentes de Rubielos
  - Olba
- Província de Castelló
  - Montanejos
  - Xèrica
  - Sogorb

## Tram 10
Longitud: 70 km
- Província de Castelló
  - Sogorb
  - Geldo
  - Soneja
  - Sot de Ferrer
- Província de València[1]
  - Sagunt (Morvedre al Cantar de Mío Cid)
  - Puçol
  - El Puig
  - La Pobla de Farnals
  - Massamagrell
  - Tavernes Blanques
  - Alboraia
  - València